# 船舶石綿含有資材調査者
船舶石綿含有資材調査者（せんぱくいしわたがんゆうしざいちょうさしゃ）は、資格のひとつであり、船舶石綿含有資材調査者講習を修了した者の中から事業者により選任される。
また、船舶石綿含有資材調査者講習を修了した資格取得者のこと、あるいは資格そのものを指すこともある。

## 受講資格
以下のものが工作物石綿事前調査者講習を受講することができる。
- 石綿作業主任者技能講習を修了した者（実務経験不要）
- 大学または高等専門学校で造船に関する学科を修得して卒業した後、船舶の製造、解体または改修にに関する3年以上の実務経験者
- 大学または高等専門学校で航海、機関、機械、電気、建築、土木または航空に関する学科（以下「造船に関する学科に準ずる学科」とする）を修得して卒業した後、船舶の製造、解体または改修にに関する3年以上の実務経験者
- 大学で造船に関する学科及び造船に関する学科に準ずる学科以外の学科（以下「その他の学科」とする）を修得して卒業した後、船舶の製造、解体または改修にに関する3年以上の実務経験者で小型船造船業法施行規則（昭和41年運輸省令第54号）第22条及び第23条の規定により国土交通大臣の登録を受けた講習（以下「登録講習」という。）の修了者
- 短期大学で造船に関する学科に準ずる学科を修得して卒業した後、船舶の製造、解体または改修に関する5年以上の実務経験者（登録講習修了者は、3年以上）
- 短期大学でその他の学科を修得して卒業した後、船舶の製造、解体または改修に関する5年以上の実務経験がある登録講習修了者
- 専門学校で造船に関する学科を修得して卒業した後、船舶の製造、解体または改修に関する5年以上の実務経験者（登録講習修了者は、3年以上）
- 高等学校または中等教育学校で造船に関する学科を修得して卒業した後、船舶の製造、解体または改修に関する5年以上の実務経験者
- 高等学校または中等教育学校で造船に関する学科に準ずる学科を修得して卒業した後、船舶の製造、解体または改修に関する7年以上の実務経験者（登録講習修了者は、5年以上）
- 高等学校または中等教育学校でその他の学科を修得して卒業した後、船舶の製造、解体または改修に関する7年以上の実務経験がある登録講習修了者
- 船舶の製造、解体または改修に関する11年以上の実務経験がある登録講習修了者
- 小型船造船業法（昭和41年法律第119号）第10条第1項に規定する主任技術者（小型鋼船に係るものに限る。）の経験者
- 船舶の再資源化解体の適正な実施に関する法律第3条第1項に規定する有害物質一覧表を作成する専門家として国土交通省の証明を受けている者（これと同等以上の知識経験を有する者を含む）
- 海事行政（船舶に関するものに限る）に関する2年以上の実務経験者
- 環境行政（石綿の飛散防止に関するもの限定）に関する2年以上の実務経験者
- 労働安全衛生法第93条第1項の産業安全専門官もしくは労働衛生専門官、産業安全専門官もしくは労働衛生専門官であった者
- 労働基準監督官として2年以上その職務に従事した者
- 2006年3月31日以前の特定化学物質等作業主任者技能講習を修了し、建築物石綿含有建材調査に関する5年以上の実務経験者
- 建築物石綿含有建材調査者
- 上記のいずれかに該当する者と同等以上の知識及び経験を有すると認められる者

## 講習
告示された講習時間は7時間である。建築物石綿含有建材調査者や工作物石綿事前調査者のように登録講習機関が実施する講習ではなく、事業者が実施する講習となっている。。
- 船舶石綿含有資材調査者

1. 船舶石綿含有資材調査に関する基礎知識1（1時間）
2. 船舶石綿含有資材調査に関する基礎知識2（1時間）
3. 船舶石綿含有資材の図面調査（2.5時間）
4. 現場調査の実際と留意点（2.5時間）
5. 修了考査